# Desigualdade de Cauchy-Schwarz
Em álgebra linear e geometria analítica, a desigualdade de Cauchy-Schwarz, também conhecida como a desigualdade de Schwarz, a desigualdade de Cauchy, ou a desigualdade de Cauchy-Bunyakovsky-Schwarz, é uma desigualdade muito útil que aparece em vários contextos diferentes, tais como em análise, aplicando-se a séries infinitas e integração de produtos, e na teoria de probabilidades aplicando-se as variâncias e covariâncias.
A desigualdade garante que, dado um espaço vetorial {\displaystyle V} com produto interno {\displaystyle \langle \cdot ,\cdot \rangle :V\times V\rightarrow \mathbb {R} },  então  para quaisquer dois vetores {\displaystyle u,v\in V} se tem
{\displaystyle \langle u,v\rangle ^{2}\leq \langle u,u\rangle \cdot \langle v,v\rangle }
com igualdade se, e só se, u e v forem linearmente dependentes.
Essa desigualdade para somas foi publicada por Augustin Cauchy (1821), enquanto a correspondente desigualdade para integrais foi primeiro estabelecida por Viktor Yakovlevich Bunyakovsky (1859) e redescoberta por Hermann Amandus Schwarz (1888) (às vezes chamado erroneamente de "Schwartz").

## Exemplo
Se x e y são vectores com n coordenadas a desigualdade toma a forma
{\displaystyle (a_{1}b_{1}+\cdots +a_{n}b_{n})^{2}\leq (a_{1}^{2}+\cdots +a_{n}^{2})(b_{1}^{2}+\cdots +b_{n}^{2}).}
Em análise esta desigualdade pode ser aplicada a séries infinitas.

## Demonstração (Caso complexo)
Como a desigualdade é trivialmente verdadeira no caso y = 0, podemos assumir que {\displaystyle \langle y,y\rangle } é diferente de zero.
Seja {\displaystyle \lambda } um número complexo. Então, 
{\displaystyle 0\leq \left\|x-\lambda y\right\|^{2}=\langle x-\lambda y,x-\lambda y\rangle =\langle x,x\rangle -{\bar {\lambda }}\langle x,y\rangle -\lambda \langle y,x\rangle +|\lambda |^{2}\langle y,y\rangle .}
Escolhendo
{\displaystyle \lambda =\langle x,y\rangle \cdot \langle y,y\rangle ^{-1}} 
temos que 
{\displaystyle 0\leq \langle x,x\rangle -|\langle x,y\rangle |^{2}\cdot \langle y,y\rangle ^{-1}}
o que é verdadeiro, se e somente se
{\displaystyle |\langle x,y\rangle |^{2}\leq \langle x,x\rangle \cdot \langle y,y\rangle }
ou de modo equivalente:
{\displaystyle {\big |}\langle x,y\rangle {\big |}\leq \left\|x\right\|\left\|y\right\|.} Q.E.D.

## Demonstração 2 (Caso real)
Se {\displaystyle y} for o vector nulo, o resultado é imediatamente verdadeiro. Suponhamos, agora, que {\displaystyle y\neq 0.}
Para um número real {\displaystyle t,} arbitrário, tem-se, pelas propriedades do produto interno:
{\displaystyle \langle x-ty,x-ty\rangle \geq 0}
Desenvolvendo esta desigualdade:
{\displaystyle \langle x-ty,x-ty\rangle \geq 0\Leftrightarrow \left(x-ty\right)^{T}\left(x-ty\right)\geq 0}
{\displaystyle \Leftrightarrow \left(x-ty\right)^{T}\left(x-ty\right)\geq 0\Leftrightarrow \left(x^{T}-ty^{T}\right)\left(x-ty\right)\geq 0}
{\displaystyle \Leftrightarrow x^{T}x-tx^{T}y-ty^{T}x+t^{2}y^{T}y\geq 0\Leftrightarrow x^{T}x-2tx^{T}y+t^{2}y^{T}y\geq 0}
{\displaystyle \Leftrightarrow x^{T}x-2tx^{T}y+t^{2}y^{T}y\geq 0}
O membro do lado esquerdo desta equação é um polinómio do segundo grau em {\displaystyle t,} com a concavidade voltada para cima, pois o termo em {\displaystyle t^{2}} é a norma de um vector. Assim sendo, só será não-negativo (condição necessária para manter a desigualdade) se não tiver zeros, o que só acontece se o seu binómio discriminante for menor ou igual que zero. Simbolicamente:
{\displaystyle \Leftrightarrow x^{T}x-2tx^{T}y+t^{2}y^{T}y\geq 0\Leftrightarrow \left(-2x^{T}y\right)^{2}-4y^{T}yx^{T}x\leq 0}
{\displaystyle \Leftrightarrow 4\left(\left(x^{T}y\right)^{2}-y^{T}yx^{T}x\right)\leq 0\Leftrightarrow \left(x^{T}y\right)^{2}-y^{T}yx^{T}x\leq 0}
Sabendo que {\displaystyle x^{T}x=\langle x,x\rangle =\|x\|^{2},}
{\displaystyle \Leftrightarrow \langle x,y\rangle ^{2}-\|x\|^{2}\|y\|^{2}\leq 0\Leftrightarrow \langle x,y\rangle ^{2}\leq \|x\|^{2}\|y\|^{2}}
{\displaystyle \Leftrightarrow \langle x,y\rangle \leq \|x\|\|y\|.} Q.E.D.
Para a última parte do teorema, basta observar que apenas haverá igualdade se a função em {\displaystyle t} tiver uma única raiz real, o que só acontece se {\displaystyle \langle x-ty,x-ty\rangle =0} e implica que {\displaystyle x=ty,} que é o mesmo que dizer que os vectores são linearmente dependentes.